# Veluws
Veluws (ISO 639-3: vel; veluwski jezik), jezik donjosaske podskupine donjonjemačkih jezika kojim govori nepoznat broj ljudi u gorovitom području Veluwe u nizozemskoj provinciji Gelderland. Jezik ima dva dijalekta: istočnoveluwski i sjevernoveluwski. Jedan je od službenih jezika u Nizozemskoj, a govornici se služe i nizozemskim.
Sjeveroveluwski i istočnoveluwski nekad su smatrani posebnim jezicima

## Vanjske poveznice
- Ethnologue (14th)
- Ethnologue (15th)